# Carate Brianza
Carate Brianza este o comună din provincia Monza e della Brianza, Italia. În 2011 avea o populație de 17,706 de locuitori.

## Demografie
Carate Brianza - evoluția demografică

|  | Graficele sunt indisponibile din cauza unor probleme tehnice. Mai multe informații se găsesc la Phabricator și la wiki-ul MediaWiki. |

Date: Recensăminte sau birourile de statistică - grafică realizată de Wikipedia

## Personalități născute aici
- Roberto Vecchioni (n. 1943), cantautor.